# 大阪市立都島小学校
大阪市立都島小学校（おおさかしりつ みやこじましょうがっこう）は、大阪府大阪市都島区にある公立小学校。
大阪市立総合医療センターに院内学級を設置し、同病院に入院中の児童への教育をおこなっている。

## 沿革
当時の東成郡友渕村（町村制施行で東成郡都島村）に1875年に創立した小学校を起源とする。1916年に現在地に移転した。太平洋戦争の戦災で校舎を焼失したため、終戦直後の一時期は大阪市立中野小学校に統合されて休校となっていたが、1951年に現校名で再開校している。
- 1875年3月12日 - 東成郡第三区第四番友渕小学校として創立[1]。
- 1898年4月1日 - 都島村が大阪市に編入したことに伴い、大阪市都島尋常小学校と改称。
- 1916年12月13日 - 移転。
- 1922年4月1日 - 高等科を併設。大阪市都島尋常高等小学校と改称。
- 1927年4月1日 - 都島第二尋常小学校（現在の大阪市立中野小学校）を分離。これに伴い大阪市都島第一尋常高等小学校と改称。
- 1934年9月21日 - 室戸台風により、校舎一部損壊。
- 1941年4月1日 - 国民学校令により、大阪市都島国民学校と改称。
- 1942年1月12日 - 大阪市東都島国民学校（現在の大阪市立東都島小学校）を分離。
- 1945年6月7日 - 空襲で校舎全焼。
- 1946年4月1日 - 戦災のため大阪市中野国民学校（大阪市立中野小学校）に統合し、休校。
- 1951年
  - 8月30日 - 大阪市立中野小学校分校として現在地に再開。
  - 9月20日 - 大阪市立都島小学校として独立・再開校。
- 1954年12月1日 - 戦災で休校していた東都島小学校[2]を、都島小学校分校として再開。
- 1957年4月1日 - 東都島小学校が独立校として再開校。

## 通学区域
- 大阪市都島区[3]
  - 都島中通1丁目、都島本通1 - 3丁目、善源寺町1丁目・2丁目（1番・2番＜22～121号＞・3～8番）、友渕町1丁目（1番）、都島北通1丁目（1～19番・20番＜1～11号・21～35号＞・21番・22番＜1～11号、21号～36号＞・23番＜1～4号・32号・35号＞）

卒業生は大阪市立都島中学校に進学する。

## 出身者
- 柿谷曜一朗 - サッカー選手

## 交通
- Osaka Metro谷町線 都島駅 南東へ約200m。
- 大阪環状線 桜ノ宮駅 南東へ約700m。